# Coconut Hero
Coconut Hero ist ein deutsch-kanadischer Film von Florian Cossen aus dem Jahr 2015. Der Film hatte seine Premiere auf dem Filmfest München und startete am 13. August 2015 in den deutschen Kinos.

## Handlung
Mike Tyson ist 16 Jahre alt und lebt mit seiner Mutter in der kanadischen Kleinstadt Faintville. Ohne richtige Freunde und ohne seinen Vater, der angeblich in Deutschland lebt, empfindet er das Leben als äußerst trostlos. Er beschließt, sich umzubringen, und versucht am Ende der Sommerferien, sich mit einem Gewehr zu erschießen.
Als er im Krankenhaus erwacht, muss er jedoch feststellen, dass der Versuch fehlgeschlagen ist.
Bei der Untersuchung im Krankenhaus wird bei Mike ein Gehirntumor diagnostiziert. Er sieht eine zweite Chance, sein Leben zu beenden, und verschweigt die Krankheit, um die rettende Operation zu umgehen.
Mit dem sicheren Tod im Hinterkopf lernt er jedoch, Freude und Trauer zu empfinden. Er beginnt, für sich einen Sarg zu bauen, nachdem er sich informiert hat, wie viel Särge kosten. Als Auflage vom Jugendamt muss er an einem Kurs teilnehmen, der Lebensfreude vermitteln soll. Die Kursleiterin ist die 20-jährige Miranda.
Sein Vater taucht unvermittelt auf, da er von Freunden auf die Todesanzeige aufmerksam gemacht worden ist, die Mike für sich vor dem Selbstmordversuch aufgegeben hat. Sein Vater versucht, den Kontakt zu ihm aufzubauen, Mikes Mutter, die von dem Vater vor 16 Jahren sitzengelassen wurde, ist strikt dagegen. Mike trifft sich trotzdem mit seinem Vater und bekommt Zweifel, ob er wirklich sterben will.
Obwohl Mike versucht, den Gehirntumor vor seinen Eltern zu verschweigen, erfahren diese davon. Sie drängen ihn, der lebensnotwendigen Operation zuzustimmen, aber Mike weigert sich.
Spontan entschließt er sich, von zuhause wegzulaufen, packt seine Campingsachen und geht nordwärts.
Selbst als er Miranda, die eine Wagenpanne hat, trifft, läuft er weiter. Erst später überlegt er, dass er zu Fuß nicht weit kommen wird.
Er dreht um und läuft zu Miranda zurück und fragt sie, ob sie ihn fährt, wenn er ihr hilft. Sie willigt ein.
Sie fahren zusammen nordwärts, ohne viel zu reden. Miranda kennt die Gründe seiner Flucht nicht und wird ihn nicht aufhalten. Sie fahren, bis es dunkel wird und übernachten zusammen in Mikes Zelt. Am nächsten Tag halten sie an einem See, baden und kommen sich näher.
Als sie beschließen weiterzufahren, laufen sie übermütig um die Wette. Miranda ist zuerst auf der abgelegenen Straße und wird von einem Laster erfasst.
Mike fährt Miranda verzweifelt in das nächste Krankenhaus, aber sie stirbt an ihren Verletzungen.
Mike ist am Boden zerstört und muss seine Wut an den Blumen vor dem Krankenhaus auslassen. Nach langen Nachdenken beschließt er, nach Haus zurückzukehren und sich der Gehirnoperation zu unterziehen, die erfolgreich verläuft.
Miranda wird schließlich in dem Sarg beerdigt, den Mike für sich bereits angefertigt hatte.
Am Schluss sieht man Mike, wie er das Grab von Miranda besucht und mit ihr spricht. Er hat seinen Lebensmut wiedergefunden und blickt optimistisch in die Zukunft.

## Kritik
Der Filmdienst bezeichnete den Film als „eindrucksvolle[s] Jugenddrama“, das „existenzielle Tiefe mit Heiterkeit“ verbinde, „gewürzt mit einer Prise Absurdität und schwarzem Humor“. „Hervorragende Dialoge und überzeugende Schauspieler“ vermittelten „glaubwürdig“, „dass man das Leben nur wertschätzen“ könne, „wenn man das Sterben“ akzeptiere.